# Edosa platyntis
Edosa platyntis är en fjärilsart som beskrevs av Edward Meyrick 1894. Edosa platyntis ingår i släktet Edosa och familjen äkta malar. Inga underarter finns listade i Catalogue of Life.